# Greenfield (Massachusetts)
Greenfield – miasto w Stanach Zjednoczonych, w stanie Massachusetts, w hrabstwie Franklin.
Greenfield jest częścią aglomeracji Springfield.

## Religia
- Parafia Najświętszego Serca Pana Jezusa